# Gokul
Gokul es un pueblo y nagar Panchayat situado en el distrito de Mathura en el estado de Uttar Pradesh (India). Su población es de 4916 habitantes (2011). 

## Demografía
Según el censo de 2011 la población de Gokul era de 4916 habitantes, de los cuales 2604 eran hombres y 2312 eran mujeres. Gokul tiene una tasa media de alfabetización del 77,13%, superior a la media estatal del 67,68%: la alfabetización masculina es del 85,23%, y la alfabetización femenina del 68,03%.